# Simone (film, 1926)
Pour les articles homonymes, voir Simone.
Pour plus de détails, voir Fiche technique et Distribution.
Simone est un film muet français réalisé par Émile-Bernard Donatien, sorti en 1926.

## Fiche technique
- Titre : Simone
- Réalisation : Émile-Bernard Donatien
- Scénario : d'après la pièce d'Eugène Brieux (publiée en 1903)
- Photographie : Alphonse Gibory
- Décors : Émile-Bernard Donatien
- Sociétés de production : Films Donatien / Établissements Louis Aubert
- Pays de production :  France
- Langue : film muet avec les intertitres  en français
- Format : Noir et blanc  — 35 mm — 1,33:1 — Film muet
- Genre : Film dramatique[1]
- Film restauré par les Archives françaises du film du CNC
- Durée : 91 minutes
- Date de sortie : 
  - France : 24 septembre 1926

## Distribution
- Lucienne Legrand : Simone de Sergeac
- Jeanne Kerwich : Hermance
- Jean Dehelly : Michel
- Donatien : M. de Sergeac
- Claude France : Mme de Sergeac
- Maxime Desjardins : M. de Lorcy
- Josseline Gaël : Simone enfant
- Jean Lorette : M. de Naugeac
- Georges de la Noë : le père de Michel
- Émilien Richaud : l'avocat Chaintreau
- Lionel Salem : le notaire